# Macarena Chávez Flores
María Macarena Chávez Flores (Lagunillas, Michoacán, 24 de marzo de 1967) es una política mexicana, actualmente miembro del Partido de la Revolución Democrática (PRD) y anteriormente del Partido Acción Nacional (PAN). Ha sido en dos ocasiones diputada al Congreso de Michoacán, presidenta municipal de Lagunillas y de 2021 a 2024 fuediputada federal.

## Biografía
Es licenciada en Administración por la Universidad Ceuma y tiene un curso de Derecho Parlamentario y Técnica Legislativa.
Fue secretaria de Promoción Política de la Mujer del comité estatal del PAN y consejera estatal del mismo partido, además de jefa del Departamento de Verificación y Vigilancia de la Procuraduría Federal del Consumidor (PROFECO). 
Ha sido elegida diputada al Congreso del Estado de Michoacán en dos ocasiones: a la LXXI Legislatura de 2009 a 2021 y a la LXXIII Legislatura de 2015 a 2018, esta última por la vía de la representación proporcional. Al término de su último periodo legilativo fue elegida Presidenta municipal de Lagunillas, ejerciendo el periodo constitucional de 2018 a 2021.
En 2021 fue a su vez elegida diputada federal en representación del Distrito 11 de Michoacán a la LXV Legislatura que concluyó en 2024 y en la que se desempeñó como secretaria de la Mesa Directiva.